# Cormolain
Cormolain é uma comuna francesa na região administrativa da Normandia, no departamento Calvados. Estende-se por uma área de 11,03 km². Em 2010 a comuna tinha 418 habitantes (densidade: 37,9 hab./km²).